# أخي، جلادي (رواية)
أخي، جلاديهي رواية للمؤلف الفلبيني فرانسيسكو سيونيل خوسيه مكتوبة باللغة الإنجليزية الفلبينية. هي الرواية الثالثة من سلسلة ملحمة روزاليس. نُشرت هذه الرواية لأول مرة في الفلبين في أوائل السبعينيات.  

## الشخصيات الرئيسية
- لويس أسبيري - الأخ غير الشقيق لفيكتور، الابن غير الشرعي لدون فيسنتي أسبيري.
- دون فيسنتي أسبيري - المالك الإقطاعي، والد لويس أسبيري.
- فيكتور - الأخ غير الشقيق للويس أسبيري.
- ترينينج - ابنة عم لويس أسبيري، زوجة لويس فيما بعد.

## الوصف
تتحدث الرواية عن قصة أخوين غير شقيقين - لويس أسبيري وفيكتور. لويس هو الابن البيولوجي لدون فيسنتي أسبيري، لكنه غير شرعي. في سن مبكرة، أخذ دون فيسنتي لويس من أمه وأخيه غير الشقيق، فيكتور، اللذين كانا يعيشان في سبنجيت، روساليس في مقاطعة بانجاسينان في الفلبين. بعد الدراسة في مانيلا، أصبح لويس كاتبًا ومحررًا في مجلة يسارية راديكالية. عندما تمكن لويس أخيرًا من العودة إلى روساليس، اكتشف أن أخيه غير الشقيق، فيكتور، أصبح قائدًا للمتمردين الذين كانوا ضد وجود ملاك الأراضي الأغنياء. وهكذا، يجتمع الأخوان مرة أخرى «كحلفاء وخصوم» بسبب تعارض معتقداتهم الاجتماعية ووجهات نظرهم ووضعهم ومبادئهم.    